# RollerCoaster Tycoon (Computerspiel)
RollerCoaster Tycoon ist ein Aufbauspiel mit Aspekten einer Wirtschaftssimulation rund um den Aufbau von Vergnügungsparks. Es wurde von Chris Sawyer entwickelt und von Hasbro Interactive zunächst 1999 für Microsoft Windows veröffentlicht. Infogrames portierte es 2003 auf die Xbox. Es ist das erste Spiel in der RollerCoaster-Tycoon-Computerspielserie. Der Nachfolger ist RollerCoaster Tycoon 2.
Für RollerCoaster Tycoon wurden zwei Erweiterungen veröffentlicht, die jeweils neue Attraktionen und Parks bieten. Added Attractions (in den Vereinigten Staaten als Corkscrew Follies) im Jahr 1999. Im Folgejahr 2000 wurde Loopy Landscapes veröffentlicht, welches alle Parks und Attraktionen aus Added Attractions beinhaltet. Mit RollerCoaster Tycoon Gold (auch bekannt als Totally Roller Coaster) wurde es nochmals inklusive der Erweiterungen veröffentlicht. 2003 wurde RollerCoaster Tycoon Deluxe veröffentlicht, das inhaltlich der Gold-Edition entsprach und darüber hinaus mehr Designs für Attraktionen enthielt.

## Spielprinzip
Der Spieler wird in die Rolle eines Themenparkbesitzers versetzt. Er kann neue Attraktionen errichten und deren Preise bestimmen. Dazu gehören unter anderem Wildwasserbahnen, Karussells, Autoscooter, Riesenräder, Karts, Schiffschaukeln und die namensgebenden Achterbahnen. Letztere können aus einzelnen Kurvenelementen selbst zusammengefügt werden. Die G-Kräfte und die Intensität der Achterbahn wird dabei simuliert, ebenso wie die einzelnen Parkbesucher, die jeweils unterschiedlich ängstlich und schnell schwindelig werden. Mechaniker reparieren und warten die Attraktionen, Hausmeister reinigen den Park. Sicherheitspersonal sorgt dafür, dass Vandalen des Parks verwiesen werden. Zudem müssen Kioske, Toiletten und Imbissstände strategisch über den Park verteilt werden.

## Entwicklung
Zunächst mit den Arbeiten an einem Nachfolger zu Transport Tycoon beschäftigt, begann Chris Sawyer den Quelltext zu verändern, um einfache Achterbahnen anstelle von Eisenbahnen zu simulieren. Chris Sawyer begann zu reisen und recherchierte insbesondere Freizeitparks und Achterbahnen. Obwohl er mit Transport Tycoon einen Hit landete, hatte Sawyer zunächst Schwierigkeiten einen Publisher für sein Spiel zu finden. Viele Verleger hielten RollerCoaster Tycoon für unverkäuflich. RollerCoaster Tycoon wurde zum Großteil in Assembler programmiert, da Sawyer kein leistungsstarker PC für die Entwicklung in anderen Programmiersprachen zur Verfügung stand und er bereits Erfahrung mit Maschinensprache hatte. Die Musik wurde von der Firma Microprose beigesteuert. Die Grafiken wurden von dem freiberuflichen Künstler Simon Foster erstellt. Achterbahn-Designer John Wardley stand beratend zur Seite.

## Szenarien
RollerCoaster Tycoon beinhaltet 21 Szenarien, von denen fünf von Anfang an verfügbar sind. Einige Parks wie „Katie's Dreamland“ sind an reale Vorbilder wie Lightwater Valley (inklusive der Achterbahn The Ultimate, im Spiel „The Storm“) angelehnt. Wenn man ein Szenario bewältigt hat, wird ein weiteres freigegeben. Zusätzlich wird das Szenario „Megapark“ freigegeben, wenn alle anderen bewältigt wurden. Dieses Szenario hat kein Ziel. Es sind auch zwei offizielle Szenarien zum kostenfreien Download verfügbar, unter anderem Alton Towers, welches nach dem realen Vorbild entworfen wurde. In der Erweiterung Loopy Landscapes sind der Heide Park Resort und der Blackpool Pleasure Beach als Szenario enthalten.

## Rezeption
Der Wuselfaktor sei beeindruckend hoch, es gäbe immer etwas auszubessern, lediglich das Planieren des Terrains sei fummelig. Die begrenzten Karten sorgten für Platznot. Die mitgelieferten Szenarien seien gut durchdacht, jedoch auch schnell durchgespielt. Das Spiel erinnere an Theme Park, gehe jedoch in Hinblick auf die Gestaltungsmöglichkeiten weit darüber hinaus. Power Play urteilte, der Spielspaß sei hoch, obwohl die Optik veraltet sei. Besonders sei, dass RollerCoaster Tycoon für eine breite Masse an Spielern geeignet wäre.
4Players bemängelte, dass das Spiel nahezu technisch unverändert auf die Xbox portiert wurde. Grafik und Steuerung seien für die Konsole völlig ungeeignet. Auch M Games beurteilt die Konsolenversion als halbherzig umgesetztes, technisch altbackenes PC-Spiel.
Das Spiel war ein kommerzieller Erfolg und gilt mit 4 Millionen weltweit verkauften Exemplaren als eines der erfolgreichsten Spiele aller Zeiten. Dabei entwickelte es auch eine gewisse Langlebigkeit und konnte sich 3 Jahre lang in den Top 10 der US-Verkaufscharts halten. In der D-A-CH-Region erhielt es den Gold-Award des Verband der Unterhaltungssoftware Deutschland. MicroProse war von dem Erfolg überrascht.